# Saint-Pierre-d’Irube
Saint-Pierre-d’Irube település Franciaországban, Pyrénées-Atlantiques megyében. Lakosainak száma 5779 fő (2022. január 1.). Saint-Pierre-d’Irube Bayonne, Mouguerre és Villefranque községekkel határos.

## Népesség
A település népessége az elmúlt években az alábbi módon változott:
| Lakosok száma | 4661 | 4772 | 4942 | 4844 | 5167 | 5491 | 5814 | 5822 | 5779 |
|               | 2013 | 2015 | 2016 | 2017 | 2018 | 2019 | 2020 | 2021 | 2022 |